# Ehuatitla
Ehuatitla är en ort i Mexiko.   Den ligger i kommunen Tlanchinol och delstaten Hidalgo, i den sydöstra delen av landet, 190 km norr om huvudstaden Mexico City. Ehuatitla ligger 303 meter över havet och antalet invånare är 272.
Terrängen runt Ehuatitla är huvudsakligen kuperad, men söderut är den bergig. Runt Ehuatitla är det ganska tätbefolkat, med 86 invånare per kvadratkilometer. Närmaste större samhälle är San Felipe Orizatlán, 8,1 km nordost om Ehuatitla. I omgivningarna runt Ehuatitla växer i huvudsak städsegrön lövskog.